# Галицкая улица (Львов)
Га́лицкая у́лица — улица в средневековом районе Львова. Название впервые встречается в документах 1382 года и на протяжении существования улицы остаётся без изменений. Относится к Галицкому району города и простирается от площади Рынок до Галицкой площади.

## История
Улица возникла на древнем торговом пути, ведшем к Галичу и была продолжением дороги, которая вела с Волыни. Сейчас этот путь на карте разбит на целый ряд современных улиц. Это в частности: улица Князя Романа, Галицкая, Краковская, Богдана Хмельницкого. Характерно и то, что обе старинные торговые площади Львова (пл. Рынок и пл. Старый Рынок) также примыкают к этой дороге. Современное название встречается уже в 1382 году и остаётся до сих пор неизменным.
Изначально улица была значительно короче нынешней. Она начиналась от площади Рынок и направлялась к воротам в городской оборонительной стене. Ворота также носили название «Галицкие». Галицкие ворота имели грандиозную конструкцию, состоявшую из двух башен, двух ворот в городской стене, а также моста и ворот в двух следующих рядах стен. Приказом от 1777 года австрийская власть инициировала разборку ворот на строительный материал. Соответственно улица была значительно продлена за пределы когда-то обнесённого стенами квартала. Позже почти вся новая часть улицы была выделена в отдельную улицу и была названа в честь Стефана Батория. Сейчас это улица Князя Романа.

## Постройки
Начальная застройка Галицкой улицы была готическая, а по материалу деревянная или фахверковая на каменных фундаментах. Большой пожар 1527 года уничтожил всю деревянную застройку Львова, в том числе на Галицкой улице. Однако тогдашние фундаменты были каменные и часто применялись в более поздних постройках. Фрагменты некоторых сохранились и в нынешних домах.
Экономическая ситуация во Львове середины XVI века позволила избежать полного упадка. В город активно прибывали строители из северной Италии и итальянских кантонов Швейцарии, из округа Комо, из-за чего получили прозвище «Комаскамы». Вместе с ними во Львове воцарилось новое модное течение в архитектуре — ренессанс. Однако ренессансные здания Галицкой улицы до нашего времени не дошли. К этому привело разграбление Львова шведскими войсками в 1704 году, что вызвало сильный экономический спад. Здания капитально не ремонтировалась, часто стояли незаселёнными, превращаясь в руины, и в таком виде находились иногда десятки лет. Эти руины поглотило строительное движение второй трети XVIII века, когда большинство домов было перестроено в стиле позднего немецкого классицизма, который отличался особой простотой отделок.
Подавляющее большинство домов Галицкой улицы происходит из XVIII века, но построены на месте более древних зданий XVI—XVII веков, с применением старых фундаментов. По своему характеру застройка линейная. Здания преимущественно трёх- и четырёхэтажные. Все без исключения являются памятниками архитектуры национального или местного значения.

### Нечётная сторона
№ 1. Дом на углу с площадью Рынок. Второй адрес — площадь Рынок, 22. Сооружён по проекту Михала Фехтера в 1893—1895 годах в стиле историзма. Дом четырёхэтажный, со стороны площади Рынок — трёх-, а от Галицкой улицы 12-оконный. Угол срезан. На образованной срезом плоскости также находятся окна. Первый этаж занимает отделение № 30 «UniCredit Bank».
Предыдущий дом, стоявший на этом месте, в середине XVI в. принадлежал семье Елёнков, что дало ему название «Елёнковский». Павел Елёнек в 1558 году исполнял обязанности бургомистра. Позже дом неоднократно менял владельцев. Принадлежал Маерановским, Шлихтинам, некоторое время часть дома занимал скорняжный цех. Во второй половине XVIII века принадлежал кафедральном канонику Стефану Микульскому. К концу века новый владелец, ювелир Рох Кариму, вероятно, провёл реконструкцию дома. Описания упоминают, что дом был трёхэтажный, декорированный пилястрами и пышным междуэтажным карнизом. Имел высокий аттик со стороны площади Рынок, главный вход с Галицкой улицы. С этой же стороны упоминается контрфорс. Памятник архитектуры национального значения № 256.
№ 3. Эдвартовский дом. Четырёхэтажный четырёхоконный дом, построенный в 1781 году. В 1885—1886 годах проведена реконструкция с надстройкой четвёртого этажа по проекту Йозефа Энгеля. В 1895 проведена реконструкция витрины по проекту Владимира Подгородецкого. Дом находится на месте предшественника, который с середины XVII века был известен под названием «Эдвартовский» по имени владельца Эдварда Менке. Памятник архитектуры национального значения № 1281.
№ 5. История здания прослеживается с середины XVI века. В 1787 году на его месте был построен новый дом. В 1927 года первые этажи отделаны в стиле ар-деко по проекту Бронислава Виктора. В начале XX века на первом этаже находилась аптека «Под золотым орлом». Сейчас дом четырёхэтажный, трёхоконный с входом, смещённым вправо. Памятник архитектуры местного значения.
№ 7. Бывший дом Альтмаеров, назван в честь владельца Яна Альтмаера, который владел им в середине XVII столетия (uk:Будинок на вулиці Галицькій, 7 (Львів)). По состоянию на 1766 год здание принадлежало архиепископу Стефану Микульскому и было в плохом состоянии и с разрушенным флигелем во дворе. «Рудеры» (руины) были несколько раз перепроданы, и в 1785 году их приобрёл советник львовского магистрата, будущий вице-сеньор Ставропигийского института. В том же году строитель Антон Косинский изготовил проект восстановления, который и реализовал. В 1882 году построена новая крыша по проекту Якуба Кроха, в 1895 устроены большие витрины на первом этаже, в 1909 году изготовлены новые лестницы. Сейчас дом четырёхэтажный, трёхоконный. Памятник архитектуры местного значения.
№ 9. История дома прослеживается начиная с XVII в. В разное время в нём снимали жильё художник Иван Корунка, а также художник Недбалович. Позже был период, когда дом принадлежал сыну Мартина Урбаника — Винсенту. Впоследствии — на пару с архитектором Клеменсом Фесингером. В 1748 году дом принадлежал ордену из монастыря при церкви Св. Юра. В 1786 году возведён заново с фундамента для владельца Иосифа Трефлинского. В середине XIX века здесь жил художник Богумил Жихович. В 1879 достроен четвёртый этаж по проекту Войцеха Гаара. В 1927 году переработано декорирование фасада в стиле ар-деко (архитектор — Бронислав Виктор). В 1905 года витрины переделаны на большие современные по проекту И. М. Собеля. Памятник архитектуры местного значения.
№ 11. Дом на углу со Староеврейской улицей. Фасад с этой улицы длиннее более чем в три раза, на нём же устроен главный вход. Второй адрес — Староеврейская улица, 5. Ряд названий дома, которые применялись к нему в прошлом: дом Огожалковский, Озгевичевский, Крижовский, Морунского. К началу XVII века был двухэтажным. Доведённый до состояния руин, во второй половине XVIII века был реконструирован. Ещё раз основательно перестроен в 1791 году для владельца, купца Товии Вайгеля, приобретя черты позднего классицизма. В 1875 году по заказу владелицы Марии Бобори проведена реконструкция крыши, а фасад перестроен в стиле историзма. Сейчас дом трёхэтажный, со стороны Галицкой улицы — трёхоконный. Угол дома, на всю высоту этажа, укреплён контрфорсом, увенчанным сверху несколько необычной скульптурой льва с раздвоённым туловищем. Наиболее вероятно, что лев появился во время реставраций в конце XVIII столетия. В 1828 году скульптура была отреставрирована и переделана Павлом Эвтелье.
№ 13. Дом на углу со Староеврейской улицей (на этой улице имеет номер 6). В XVII—XVIII веках неизменно назывался «Мендричевским». По состоянию на 1712 год был трёхэтажным. В реестрах 1750 и 1774 годов упоминается как руины. В 1778 на этом месте на новых фундаментах построен новый дом супругов Шалье. В 1804 году завершена очередная реконструкция. Сейчас дом четырёхэтажный. Угол срезан. На углу на уровне третьего этажа помещена фигурка св. Антония Падуанского.
№ 15. Дом Оброцких. История этого дома прослеживается от первой половины XVII века. В те времена к нему применялись два названия — Шпонеровский или дом Оброцкого. Во второй половине XVIII века дом был в состоянии руин. Новый дом на этом месте возведён в 1786—1789 годах для супругов Завалкевичей. С того времени дом, за исключением витрин, почти не изменил своего вида, что является достаточно редким случаем. Он подробно представляет все особенности строительной моды того времени. Витрины переоборудованы в 1936 году по проекту С. Кейла. Дом четырёхэтажный, четырёхоконный, со смещённым вправо входом. На первом этаже сохранились крестовые своды. Занимает значительный участок вглубь, имея два внутренних двора. Памятник архитектуры национального значения № 1285.
№ 17. Здание на углу с улицей Братьев Рогатинцев. Построено по проекту Максимилиана фон Круса на месте двух старых каменных зданий — Домагалича и Мораковского. Последнее примыкало к городской стене, которая находилась на месте улицы Братьев Рогатинцев (которая, когда была проложена, получила сначала название «Новая улица»). В 1881 году по проекту Яна Шульца реконструированы межэтажные перекрытия и крыша. В 1896 году реконструированы лестничная клетка (архитектор Владимир Подгородецкий). В 1935—1936 годах переоборудованы витрины (архитекторы И. Менке, С. Кейли).
№ 19. Дом на углу с улицей Братьев Рогатинцев. Первый дом на этом месте был построен в 1791 году на месте, где ранее размещались Галицкие ворота. С небольшими изменениями фасада он просуществовал до начала XX века. Нынешнее здание построено для Галицкого кредитного купеческого банка по проекту 1913 года Альфреда Захаревича и Юзефа Сосновского. Строительством занимался Ян Шульц, который внёс в проект определённые правки. При проектировании была поставлена задача стилистически приблизить фасад к уже существующему соседнему дому Теодора Балабана (№ 21), построенному по проекту тех же архитекторов. В 1980 году над главным входом помещён рельеф «Гигия» Романа Оприска.
№ 21. Дом углу с Валовой улицей (второй адрес — Валовая, 7). Находится на месте бывших Галицких ворот. В конце XVIII века, когда были разобраны городские фортификации, здесь было построено два здания. В 1907 году обоими владел доктор Теодор Балабан, который на месте этих домов в 1910 году завершил строительство нового дома по проекту Альфреда Захаревича и Юзефа Сосновского. В 1931 году Вавжинец Дайчак провёл реконструкцию помещений первого этажа для Городской общественной кассы. Дом краеугольный, пятиэтажный. Угол акцентирован закруглённым эркером с башней. Между окнами второго этажа на обоих фасадах размещены по четыре рельефа Зигмунта Курчинского. Дом считается одним из лучших образцов модерна в архитектуре Львова.

### Чётная сторона
№ 2. Часовня Боимов. Выдающийся памятник архитектуры маньеризма (позднего ренессанса). Построена в 1609—1615 годах для семьи купца и львовского патриция Юрия Бойма. Автором предположительно является Андреас Бемер. Авторы скульптурного убранства — Ян Пфистер и Ганс Шольц. По строению часовня представляет собой куб, на который установлен восьмерик с куполом. К отдельно стоящей часовне впоследствии был пристроен жилой дом (№ 4, Капитульный дом). Тыльным фасадом выходит к Галицкой улице. Главный фасад со входом устроен с Кафедральной площади, где она имеет № 1. Памятник архитектуры национального значения № 316.
См. также: Часовня Боимов.
№ 4. Капитульный дом. Название происходит от того, что здание принадлежало римско-католическому капитулу. Построен в 1778—1780 годах по проекту Антона Косинского на месте более старого. Находится вместе с вышеупомянутой часовней Боимов на одной линии застройки. Вход устроен не с Галицкой улицы, а с другого фасада, выходящего на Кафедральную площадь. Имеет также второй адрес — Кафедральная площадь, 5. За исключением витрин, здание сохранило неизменными характерные черты архитектуры конца XVIII века. Памятник архитектуры национального значения № 1247.
№ 6. Дом на участке, на углу со Староеврейской улицей. Нынешний, в стиле историзма, четырёхэтажный, шестиоконный построен 1883 году по проекту Зигмунта Кендзерского. Над двумя окнами второго этажа помещены горельефные изображения Николая Коперника и Яна Длугоша скульптора Виктора Закка. Принадлежал римско-католическому капитулу. Перед этим здесь стояло здание, построенное в 1792 году на месте двух более старых — домов Авенштока и Грабовского, сведения о которых происходят из середины XVII в. В Авенштоковском доме в начале XVIII века жил художник Михаил Богушевич, представитель известной семьи армянских живописцев.
№ 8. Дом в XVI веке назывался кайзеровским, со второй половины XVII века — домом Зарицкого, по имени владельца Ивана Зарицкого — краевого адвоката, члена Ставропигийского института. В 1790—1796 годах он построил новый дом. Строительство велось в два этапа, строитель Антон Косинский. Дом четырёхэтажный в стиле раннего классицизма. На первом этаже сохранились сводчатые перекрытия. Памятник архитектуры национального значения № 1282.
№ 10. Дом «Под лебедем». В разное время дом имел целый ряд названий. В 1850 году построен трёхэтажный дворовый флигель, в 1875 году над флигелем и домом построен четвёртый этаж. В 1909 году по проекту Владимира Подгородецкого устроены витрины в партере. В помещениях первого этажа сохранились сводчатые перекрытия. В последней трети XIX века здесь действовала известная кофейня Адольфа Манковского, где собиралось много представителей творческой элиты. Памятник архитектуры национального значения № 1283.
№ 12. В своё время здесь проживал живописец Станислав Отосельский, ученик Василия Петрановича. Отосельский известен тем, что работал над иконостасом Василианского монастыря в Бучаче. Здесь в 1927 году находился Союз украинских купцов во главе с Евгением Мартынцем. В 1801 году проведён ремонт. В 1872 году проведена реконструкция крыши и лестничной клетки по проекту Иоганна Михеля. В 1874 году надстроен четвёртый этаж по проекту Эммануила Галля. Витрины переоборудованы в 1914 году. Дом четырёхэтажный, трёхоконный.
№ 14. Угловой дом. Большую часть своей истории принадлежал украинским семьям. В 1637 году построен для Адама Гидельчика на месте старого здания. Семья Гидельчиков проживала здесь до начала XVIII века, когда дом перешёл к семье Волкович. Некоторое время здесь проживал зять Павла Волковича, скульптор Антон Штиль. В 1773 году реестры фиксируют дом как полную руину. В таком состоянии он простоял до построения фактически нового дома в 1803 году. С 1860 года фиксируется как четырёхэтажный. Трижды проводились реконструкции витрин: в 1898, 1907 и 1912 годах.
№ 16. Дом на углу с улицей Братьев Рогатинцев (имеет на ней номер 4). Возник на месте Галицких ворот. В 1791 году на этом месте выстроено новое каменное здание. В 1868 году проведена реконструкция по проекту Вильгельма Шмидта. Реконструкции проводились в конце XIX века и в 1920—30-х годах. Сейчас дом трёхэтажный, семиоконный.
№ 18. Дом на углу с Валовой улицей. Возник на месте стен Галицких ворот. Изначально это были три отдельных домовладения с небольшими домами. В начале XIX века все три дома перестроены в одно трёхэтажное каменное здание. В 1873 году построен трёхэтажный дворовый флигель на месте старого одноэтажного. В 1902 году вход перенесён с Галицкой улицы на фасад со стороны Валовой улицы.
№ 20. Первый дом на этом месте возведён в 1787—1789 годах членом ставропигийского братства Стефаном Комарницким. Находился на месте рва, который проходил вокруг города за оборонительной стеной. По неизвестным причинам в 1803 году здесь было построено новое здание в стиле классицизма, сохранившееся до наших дней в почти неизменном виде. На его консолях помещены три каменные головы, проработка деталей и типы лиц которых позволяют приписать их выполнение скульптору Гартману Витверу и его брату Иоганну-Михаэлю. Это, вероятно, первая работа братьев Витверов во Львове. На крыле, что на Галицкой площади, в нише помещена небольшая статуя архангела Михаила.